# 등당
등당(鄧當, ? ~ ?)은 중국 후한 말의 무장이다.

## 행적
손책을 섬겼으며, 여몽의 매부이기도 하다.
수 차례 산적들을 토벌했을 때 여몽이 몰래 등당을 따라 적을 공격했다.
나중에 등당이 돌아보고 크게 놀라서 꾸짖었지만 금지시킬 수 없었으며, 돌아가 여몽의 모친에게 이를 알려주었다. 등당 휘하의 관리가 여몽이 어리다는 이유로 그를 심하게 경시했고, 이것이 여몽이 살인을 저지르게 되는 원인이 되었다. 이후 몇 년이 지나 등당이 죽자 장소의 천거로 여몽이 등당을 대신하게 되었다.